# 康拉德·亨莱因
康拉德·亨莱因（德語：Konrad Henlein，1898年5月6日—1945年5月10日）捷克斯洛伐克苏台德德意志人政治家、领导人，从1933年德国纳粹党上台后，以康拉德·亨莱因为首的亲纳粹的苏台德德意志族人党不断加强其自主运动，引发了德国和捷克斯洛伐克间的矛盾。1938年10月德国占领捷克后，亨莱因立即加入了纳粹党及党卫军，并被任命为苏台德地区的大区长官。1939年5月1日，康拉德·亨莱因成為蘇台德蘭帝國大區之帝國總督。